# Poljice (ort)
Poljice är en ort i Bosnien och Hercegovina.   Den ligger i entiteten Federationen Bosnien och Hercegovina, i den centrala delen av landet, 80 km norr om huvudstaden Sarajevo. Poljice ligger 167 meter över havet och antalet invånare är 146.
Terrängen runt Poljice är huvudsakligen lite kuperad. Poljice ligger nere i en dal. Runt Poljice är det ganska tätbefolkat, med 93 invånare per kvadratkilometer.. Närmaste större samhälle är Doboj, 17,4 km norr om Poljice. 
I omgivningarna runt Poljice växer i huvudsak lövfällande lövskog.